# Eliminatoria al Campeonato sub-19 de la AFC 2018
La Eliminatoria al Campeonato sub-19 de la AFC 2018 es la fase de clasificación que tienen que disputar las selecciones juveniles de Asia para clasificar a la fase final de la eliminatoria mundialista a celebrarse en Indonesia, la cual otorga 4 plazas para la Copa Mundial de Fútbol Sub-20 de 2019.
Participaron 43 selecciones juveniles, las cuales fueron divididas en 10 grupos eliminatorios, donde el vencedor de cada grupo más los mejores 5 segundos lugares clasifican a la fase final junto al anfitrión Indonesia.
Las selecciones de Buthan, Pakistán, Guam y Kuwait no participaron del proceso; del mismo modo no tuvieron forma de formar parte de la fase final del torneo y del mundial propiamente dicho.

## Fase de grupos
Los partidos se jugaron del 24 de octubre al 8 de noviembre.

### Grupo A
Sede: Kirguistán.
| País       | J | G | E | P | GF | GC | GD  | Pts |
| ---------- | - | - | - | - | -- | -- | --- | --- |
| EAU        | 4 | 3 | 0 | 1 | 10 | 3  | +7  | 9   |
| Omán       | 4 | 2 | 1 | 1 | 10 | 6  | +4  | 7   |
| Baréin     | 4 | 2 | 1 | 1 | 7  | 3  | +4  | 7   |
| Kirguistán | 4 | 2 | 0 | 2 | 5  | 8  | -3  | 6   |
| Nepal      | 4 | 0 | 0 | 4 | 0  | 12 | -12 | 0   |

| 31 de octubre de 2017, 12:00 | Kirguistán | 2:0 (1:0) | Nepal                           | Dolen Omurzakov, Biskek, Kirguistán                                   |                                                                       |
|                              |            | Reporte   | Gulzhigit 21' · Alimardon 90+4' | Asistencia: 1.000 espectadores Árbitro(s): Shukri Hussain A Alhunfush | Asistencia: 1.000 espectadores Árbitro(s): Shukri Hussain A Alhunfush |

| 31 de octubre de 2017, 17:00 | Omán          | 1:5 (1:3) | Emiratos Árabes Unidos                                          | Dolen Omurzakov, Biskek, Kirguistán      |                                          |
|                              | Al-Oraimi 28' | Reporte   | Amro 12' (pen.) · Fawzi 19', 78' · Almehrzi 37' · Al Hamadi 88' | Asistencia: 220 espectadores Árbitro(s): | Asistencia: 220 espectadores Árbitro(s): |

| 2 de noviembre de 2017, 12:00 | Kirguistán | 0:3 (0:0) | Omán                                       | Dolen Omurzakov, Biskek, Kirguistán                      |                                                          |
|                               |            | Reporte   | Al-habsi 47' · Al-alawi 72' · Al-qaidi 82' | Asistencia: 1.200 espectadores Árbitro(s): Payam Heidari | Asistencia: 1.200 espectadores Árbitro(s): Payam Heidari |

| 2 de noviembre de 2017, 17:00 | Nepal | 0:4 (0:1) | Baréin                                        | Dolen Omurzakov, Biskek, Kirguistán                  |                                                      |
|                               |       | Reporte   | Meftah 20', 67' · Alkhatal 86' · Husain 90+2' | Asistencia: 250 espectadores Árbitro(s): Kim Woosung | Asistencia: 250 espectadores Árbitro(s): Kim Woosung |

| 4 de noviembre de 2017, 12:00 | Baréin           | 1:2 (0:1) | Kirguistán                         | Dolen Omurzakov, Biskek, Kirguistán                        |                                                            |
|                               | Alsherooqi 90+2' | Reporte   | Temirbolot 30' (pen.) · Erzhan 55' | Asistencia: 1.050 espectadores Árbitro(s): Rowan Arumughan | Asistencia: 1.050 espectadores Árbitro(s): Rowan Arumughan |

| 4 de noviembre de 2017, 17:00 | Emiratos Árabes Unidos | 1:0 (0:0) | Nepal | Dolen Omurzakov, Biskek, Kirguistán              |                                                  |
|                               | Al Hamadi 71'          | Reporte   |       | Asistencia: 300 espectadores Árbitro(s): Wang Di | Asistencia: 300 espectadores Árbitro(s): Wang Di |

| 6 de noviembre de 2017, 12:00 | Emiratos Árabes Unidos                          | 4:1 (2:1) | Kirguistán | Dolen Omurzakov, Biskek, Kirguistán                    |                                                        |
|                               | Alblooshi 7', 17' · Al Hamadi 67' · Mubarak 68' | Reporte   | Dastan 43' | Asistencia: 2.000 espectadores Árbitro(s): Kim Woosung | Asistencia: 2.000 espectadores Árbitro(s): Kim Woosung |

| 6 de noviembre de 2017, 17:00 | Omán         | 1:1 (0:0) | Baréin          | Dolen Omurzakov, Biskek, Kirguistán              |                                                  |
|                               | Al-Qaidi 82' | Reporte   | Althawadi 90+5' | Asistencia: 300 espectadores Árbitro(s): Wang Di | Asistencia: 300 espectadores Árbitro(s): Wang Di |

| 8 de noviembre de 2017, 12:00 | Nepal | 0:5 (0:3) | Omán                                                   | Dolen Omurzakov, Biskek, Kirguistán                    |                                                        |
|                               |       | Reporte   | Alharthi 11', 45+1' · Al-Alawi 32', 59' · Al Zaabi 58' | Asistencia: 200 espectadores Árbitro(s): Payam Heidari | Asistencia: 200 espectadores Árbitro(s): Payam Heidari |

| 8 de noviembre de 2017, 17:00 | Baréin     | 1:0 (0:0) | Emiratos Árabes Unidos | Dolen Omurzakov, Biskek, Kirguistán                                 |                                                                     |
|                               | Meftah 73' | Reporte   |                        | Asistencia: 200 espectadores Árbitro(s): Shukri Hussain A Alhunfush | Asistencia: 200 espectadores Árbitro(s): Shukri Hussain A Alhunfush |

### Grupo B
Sede: Tayikistán.
| País       | J | G | E | P | GF | GC | GD  | Pts |
| ---------- | - | - | - | - | -- | -- | --- | --- |
| Tayikistán | 4 | 3 | 1 | 0 | 12 | 0  | +12 | 10  |
| Uzbekistán | 4 | 3 | 0 | 1 | 17 | 1  | +16 | 9   |
| Bangladés  | 4 | 2 | 1 | 1 | 5  | 1  | +4  | 7   |
| Maldivas   | 4 | 0 | 1 | 3 | 2  | 14 | -12 | 1   |
| Sri Lanka  | 4 | 0 | 1 | 3 | 2  | 22 | -20 | 1   |

| 31 de octubre de 2017, 14:00 | Maldivas                 | 2:2 (1:1) | Sri Lanka                   | Hisor Central Stadium, Hisor, Tayikistán                              |                                                                       |
|                              | Ismail 15' · Mohamed 46' | Reporte   | Shabeer 44' · Malshan 90+2' | Asistencia: 150 espectadores Árbitro(s): Ahmad Yacoub Ibrahim Ibrahim | Asistencia: 150 espectadores Árbitro(s): Ahmad Yacoub Ibrahim Ibrahim |

| 31 de octubre de 2017, 17:00 | Bangladés | 0:0     | Tayikistán | Hisor Central Stadium, Hisor, Tayikistán                                   |                                                                            |
|                              |           | Reporte |            | Asistencia: 1.000 espectadores Árbitro(s): Yaqoob Said Abdullah Abdul Baqi | Asistencia: 1.000 espectadores Árbitro(s): Yaqoob Said Abdullah Abdul Baqi |

| 2 de noviembre de 2017, 12:00 | Sri Lanka | 0:10 (0:5) | Uzbekistán                                                                                     | Republican Central Stadium, Dushanbe, Tayikistán                      |                                                                       |
|                               |           | Reporte    | Abdusalomov 3', 21', 78', 89' · Izzatov 11' · Islom 18', 25' · Zokirov 63', 67' · Mozgovoy 83' | Asistencia: 200 espectadores Árbitro(s): Ammar Ebrahim Hasan Mahfoodh | Asistencia: 200 espectadores Árbitro(s): Ammar Ebrahim Hasan Mahfoodh |

| 2 de noviembre de 2017, 15:00 | Maldivas | 0:1 (0:0) | Bangladés  | Republican Central Stadium, Dushanbe, Tayikistán           |                                                            |
|                               |          | Reporte   | Rahman 90' | Asistencia: 50 espectadores Árbitro(s): Dmitrii Mashentsev | Asistencia: 50 espectadores Árbitro(s): Dmitrii Mashentsev |

| 4 de noviembre de 2017, 12:00 | Uzbekistán                                                                | 6:0 (2:0) | Maldivas | Republican Central Stadium, Dushanbe, Tayikistán              |                                                               |
|                               | Jumakulov 22' · Islom 38', 60' · Dilshod 53' · Askarov 67' · Rakhimov 71' | Reporte   |          | Asistencia: 50 espectadores Árbitro(s): Yaqoob Abdullah Abdul | Asistencia: 50 espectadores Árbitro(s): Yaqoob Abdullah Abdul |

| 4 de noviembre de 2017, 15:00 | Tayikistán                                                            | 6:0 (2:0) | Sri Lanka | Republican Central Stadium, Dushanbe, Tayikistán              |                                                               |
|                               | Athamjon 31', 33' (pen.), 86' · Umarjon 75' · Daler 79' · Shahrom 83' | Reporte   |           | Asistencia: 500 espectadores Árbitro(s): Ahmad Yacoub Ibrahim | Asistencia: 500 espectadores Árbitro(s): Ahmad Yacoub Ibrahim |

| 6 de noviembre de 2017, 14:00 | Bangladés | 0:1 (0:0) | Uzbekistán        | Hisor Central Stadium, Hisor, Tayikistán                      |                                                               |
|                               |           | Reporte   | Atikuzzaman 90+4' | Asistencia: 100 espectadores Árbitro(s): Ammar Hasan Mahfoodh | Asistencia: 100 espectadores Árbitro(s): Ammar Hasan Mahfoodh |

| 6 de noviembre de 2017, 17:00 | Tayikistán                                                        | 5:0 (2:0) | Maldivas | Hisor Central Stadium, Hisor, Tayikistán                    |                                                             |
|                               | Shervoni 41', 80' · Panshanbe 45+1' · Sheriddin 73' · Shahrom 88' | Reporte   |          | Asistencia: 350 espectadores Árbitro(s): Dmitrii Mashentsev | Asistencia: 350 espectadores Árbitro(s): Dmitrii Mashentsev |

| 8 de noviembre de 2017, 14:00 | Sri Lanka | 0:4 (0:4) | Bangladés                                 | Hisor Central Stadium, Hisor, Tayikistán                   |                                                            |
|                               |           | Reporte   | Ghosh 13' · Hasan 33' · Rahman 38', 45+1' | Asistencia: 50 espectadores Árbitro(s): Dmitrii Mashentsev | Asistencia: 50 espectadores Árbitro(s): Dmitrii Mashentsev |

| 8 de noviembre de 2017, 17:00 | Uzbekistán | 0:1 (:) | Tayikistán                | Hisor Central Stadium, Hisor, Tayikistán |                            |
|                               |            |         | Saitov Dilshod 53' (a.g.) | Árbitro(s): Ammar Mahfoodh               | Árbitro(s): Ammar Mahfoodh |

### Grupo C
Sede: Catar.
| País       | J                  | G                  | E                  | P                  | GF                 | GC                 | GD                 | Pts                |
| ---------- | ------------------ | ------------------ | ------------------ | ------------------ | ------------------ | ------------------ | ------------------ | ------------------ |
| Catar      | 2                  | 1                  | 1                  | 0                  | 3                  | 1                  | +2                 | 4                  |
| Irak       | 2                  | 1                  | 1                  | 0                  | 3                  | 1                  | +2                 | 4                  |
| Líbano     | 2                  | 0                  | 0                  | 1                  | 0                  | 4                  | -4                 | 0                  |
| Afganistán | Abandonó el torneo | Abandonó el torneo | Abandonó el torneo | Abandonó el torneo | Abandonó el torneo | Abandonó el torneo | Abandonó el torneo | Abandonó el torneo |

| 4 de noviembre de 2017, 19:00 | Líbano | 0:2 (0:1) | Irak                   | Estadio Grand Hamad, Doha, Catar                                  |                                                                   |
|                               |        | Reporte   | Kamil 25' · Kadhim 88' | Asistencia: 50 espectadores Árbitro(s): Muhammad Nazmi Nasaruddin | Asistencia: 50 espectadores Árbitro(s): Muhammad Nazmi Nasaruddin |

| 6 de noviembre de 2017, 19:00 | Catar              | 2:0 (2:0) | Líbano | Estadio Grand Hamad, Doha, Catar                                       |                                                                        |
|                               | A Ali 45+2', 45+5' | Reporte   |        | Asistencia: 2.500 espectadores Árbitro(s): Ahmed Faisal Mohammad Alali | Asistencia: 2.500 espectadores Árbitro(s): Ahmed Faisal Mohammad Alali |

| 8 de noviembre de 2017, 19:00 | Irak              | 1:1 (0:1) (2:3 p.) | Catar          | Estadio Grand Hamad, Doha, Catar                       |                                                        |
|                               | Dawood 61' (pen.) | Reporte            | Almurisi 45+2' | Asistencia: 3.100 espectadores Árbitro(s): Aziz Asimov | Asistencia: 3.100 espectadores Árbitro(s): Aziz Asimov |

### Grupo D
Sede: Arabia Saudita.
| País           | J | G | E | P | GF | GC | GD | Pts |
| -------------- | - | - | - | - | -- | -- | -- | --- |
| Arabia Saudita | 3 | 3 | 0 | 0 | 8  | 1  | +7 | 9   |
| Yemen          | 3 | 1 | 1 | 1 | 4  | 2  | +2 | 4   |
| India          | 3 | 1 | 1 | 1 | 3  | 5  | -2 | 4   |
| Turkmenistán   | 3 | 0 | 0 | 3 | 0  | 7  | -7 | 0   |

| 4 de noviembre de 2017, 16:05 | Yemen                                         | 3:0 (1:0) | Turkmenistán | Estadio Príncipe Mohamed bin Fahd, Dammam, Arabia Saudita                   |                                                                             |
|                               | Al-Khadher 25' · Othman 55' · Al-Huthaifi 64' | Reporte   |              | Asistencia: 3.500 espectadores Árbitro(s): Omar Mubarak Mazaroua Al Yaqoubi | Asistencia: 3.500 espectadores Árbitro(s): Omar Mubarak Mazaroua Al Yaqoubi |

| 4 de noviembre de 2017, 19:05 | Arabia Saudita                                          | 5:0 (1:0) | India | Estadio Príncipe Mohamed bin Fahd, Dammam, Arabia Saudita       |                                                                 |
|                               | Alhamddan 15' · Albrikan 50', 81', 86' · Alshahrani 75' | Reporte   |       | Asistencia: 4.962 espectadores Árbitro(s): Hasan Mahmoud Arafah | Asistencia: 4.962 espectadores Árbitro(s): Hasan Mahmoud Arafah |

| 6 de noviembre de 2017, 16:05 | India | 0:0     | Yemen | Estadio Príncipe Mohamed bin Fahd, Dammam, Arabia Saudita    |                                                              |
|                               |       | Reporte |       | Asistencia: 6.370 espectadores Árbitro(s): Hussein Abo Yehia | Asistencia: 6.370 espectadores Árbitro(s): Hussein Abo Yehia |

| 4 de noviembre de 2017, 19:05 | Turkmenistán | 0:1 (0:0) | Arabia Saudita | Estadio Príncipe Mohamed bin Fahd, Dammam, Arabia Saudita      |                                                                |
|                               |              | Reporte   | Albrikan 74'   | Asistencia: 4.120 espectadores Árbitro(s): Abdulhusain Mohamed | Asistencia: 4.120 espectadores Árbitro(s): Abdulhusain Mohamed |

| 8 de noviembre de 2017, 16:05 | Turkmenistán | 0:3 (0:0) | India                                     | Estadio Príncipe Mohamed bin Fahd, Dammam, Arabia Saudita    |                                                              |
|                               |              | Reporte   | Kiyam 74' · Halder 80' · Lalrindika 90+3' | Asistencia: 3.400 espectadores Árbitro(s): Hussein Abo Yehia | Asistencia: 3.400 espectadores Árbitro(s): Hussein Abo Yehia |

| 8 de noviembre de 2017, 19:05 | Arabia Saudita            | 2:1 (0:1) | Yemen       | Estadio Príncipe Mohamed bin Fahd, Dammam, Arabia Saudita                    |                                                                              |
|                               | Alghamdi 87' · Mali 90+3' | Reporte   | Al-Harbi 3' | Asistencia: 15.214 espectadores Árbitro(s): Omar Mubarak Mazaroua Al Yaqoubi | Asistencia: 15.214 espectadores Árbitro(s): Omar Mubarak Mazaroua Al Yaqoubi |

### Grupo E
Sede: Jordania.
| País      | J | G | E | P | GF | GC | GD | Pts |
| --------- | - | - | - | - | -- | -- | -- | --- |
| Jordania  | 3 | 2 | 1 | 0 | 4  | 1  | +3 | 7   |
| Irán      | 3 | 1 | 2 | 0 | 5  | 1  | +4 | 5   |
| Siria     | 3 | 1 | 1 | 1 | 5  | 5  | 0  | 4   |
| Palestina | 3 | 0 | 0 | 3 | 2  | 9  | -7 | 0   |

| 4 de noviembre de 2017, 15:00 | Irán          | 1:1 (0:0) | Siria      | Estadio Príncipe Mohammed, Zarqa, Jordania                  |                                                             |
|                               | Nokhodkar 79' | Reporte   | Shalha 50' | Asistencia: 207 espectadores Árbitro(s): Suhaizi Bin Shukri | Asistencia: 207 espectadores Árbitro(s): Suhaizi Bin Shukri |

| 4 de noviembre de 2017, 18:00 | Palestina | 0:2 (0:0) | Jordania               | Estadio Príncipe Mohammed, Zarqa, Jordania               |                                                          |
|                               |           | Reporte   | Sami 65' · Alzu'bi 81' | Asistencia: 333 espectadores Árbitro(s): Faizullin Timur | Asistencia: 333 espectadores Árbitro(s): Faizullin Timur |

| 6 de noviembre de 2017, 15:00 | Siria                           | 3:2 (1:0) | Palestina                     | Estadio Príncipe Mohammed, Zarqa, Jordania               |                                                          |
|                               | Shalha 17', 88' · Ramadan 90+4' | Reporte   | Hammo 58' · Ahmed Irshaid 84' | Asistencia: 50 espectadores Árbitro(s): Said Al Majarafi | Asistencia: 50 espectadores Árbitro(s): Said Al Majarafi |

| 6 de noviembre de 2017, 18:00 | Jordania | 0:0     | Irán | Estadio Príncipe Mohammed, Zarqa, Jordania            |                                                       |
|                               |          | Reporte |      | Asistencia: 487 espectadores Árbitro(s): Yu Ming-Hsun | Asistencia: 487 espectadores Árbitro(s): Yu Ming-Hsun |

| 8 de noviembre de 2017, 15:00 | Irán                                                         | 4:0 (3:0) | Palestina | Estadio Príncipe Mohammed, Zarqa, Jordania                     |                                                                |
|                               | Nokhodkar 10' · Zefreh 14' · Khodabandehlo 44' · Bagheri 75' | Reporte   |           | Asistencia: 35 espectadores Árbitro(s): Salim Said Al Majarafi | Asistencia: 35 espectadores Árbitro(s): Salim Said Al Majarafi |

| 8 de noviembre de 2017, 18:00 | Jordania                    | 2:1 (0:0) | Siria         | Estadio Príncipe Mohammed, Zarqa, Jordania                 |                                                            |
|                               | Alzu'bi 58' · Alzebdieh 73' | Reporte   | Al Hallak 54' | Asistencia: 1.127 espectadores Árbitro(s): Faizullin Timur | Asistencia: 1.127 espectadores Árbitro(s): Faizullin Timur |

### Grupo F
Sede: Corea del Sur.
| País           | J | G | E | P | GF | GC | GD  | Pts |
| -------------- | - | - | - | - | -- | -- | --- | --- |
| Corea del Sur  | 4 | 4 | 0 | 0 | 22 | 0  | +22 | 12  |
| Malasia        | 4 | 3 | 0 | 1 | 8  | 5  | +3  | 9   |
| Indonesia *    | 4 | 2 | 0 | 2 | 11 | 8  | +3  | 6   |
| Timor Oriental | 4 | 0 | 1 | 3 | 3  | 14 | -11 | 1   |
| Brunéi         | 4 | 0 | 1 | 3 | 2  | 19 | -17 | 1   |

* Sede de las Finales

| 31 de octubre de 2017, 12:00 | Timor Oriental        | 1:3 (0:0) | Malasia                                | Paju Public Stadium, Paju, Corea del Sur          |                                                   |
|                              | Da Costa 90+2' (pen.) | Reporte   | Fayyadh 53' · Syahiran 68' · Yusof 77' | Asistencia: 44 espectadores Árbitro(s): Zhang Lei | Asistencia: 44 espectadores Árbitro(s): Zhang Lei |

| 31 de octubre de 2017, 15:00 | Indonesia                                                                  | 5:0 (2:0) | Brunéi | Paju Public Stadium, Paju, Corea del Sur             |                                                      |
|                              | Mursalim 13' · Bin Herman 44' (a.g.) · Iqbal 51' · Vikri 56' · Ramdani 61' | Reporte   |        | Asistencia: 212 espectadores Árbitro(s): Vo Minh Tri | Asistencia: 212 espectadores Árbitro(s): Vo Minh Tri |

| 2 de noviembre de 2017, 15:00 | Indonesia                                       | 5:0 (0:0) | Timor Oriental | Paju Public Stadium, Paju, Corea del Sur                    |                                                             |
|                               | Ramdani 51' · Putra 60' · Vikri 84', 88', 90+1' | Reporte   |                | Asistencia: 71 espectadores Árbitro(s): Nivon Robesh Gamini | Asistencia: 71 espectadores Árbitro(s): Nivon Robesh Gamini |

| 2 de noviembre de 2017, 15:00 | Brunéi | 0:11 (0:3) | Corea del Sur | Paju Public Stadium, Paju, Corea del Sur                   |                                                            |
|                               |        | Reporte    | Cho Young Wook 10', 51', 61' · Kim Chan 17' · Lee Sangjun 31', 86' · Lim Jaehyuk 49', 88' · Lee Kangin 73' · Jeong Hojin 75' · Kim Hyunwoo 90+3' | Asistencia: 521 espectadores Árbitro(s): Mooud Bonyadifard | Asistencia: 521 espectadores Árbitro(s): Mooud Bonyadifard |

| 4 de noviembre de 2017, 12:00 | Malasia    | 1:0 (0:0) | Brunéi | Paju Public Stadium, Paju, Corea del Sur                     |                                                              |
|                               | Azeman 76' | Reporte   |        | Asistencia: 764 espectadores Árbitro(s): Nivon Robesh Gamini | Asistencia: 764 espectadores Árbitro(s): Nivon Robesh Gamini |

| 4 de noviembre de 2017, 15:00 | Corea del Sur                                     | 4:0 (1:0) | Indonesia | Paju Public Stadium, Paju, Corea del Sur               |                                                        |
|                               | Um Wonsang 9', 61' · Oh Sehun 58' · Lee Jaeik 77' | Reporte   |           | Asistencia: 6.448 espectadores Árbitro(s): Vo Minh Tri | Asistencia: 6.448 espectadores Árbitro(s): Vo Minh Tri |

| 6 de noviembre de 2017, 12:00 | Malasia                                                 | 4:1 (2:1) | Indonesia | Paju Public Stadium, Paju, Corea del Sur                   |                                                            |
|                               | Fayyadh 7' (pen.), 52' (pen.) · Rashid 34' · Asokan 47' | Reporte   | Putra 43' | Asistencia: 101 espectadores Árbitro(s): Mooud Bonyadifard | Asistencia: 101 espectadores Árbitro(s): Mooud Bonyadifard |

| 6 de noviembre de 2017, 15:00 | Timor Oriental | 0:4 (0:1) | Corea del Sur                            | Paju Public Stadium, Paju, Corea del Sur           |                                                    |
|                               |                | Reporte   | Sejin 42' · Wook 80', 86' · Kangin 90+3' | Asistencia: 413 espectadores Árbitro(s): Zhang Lei | Asistencia: 413 espectadores Árbitro(s): Zhang Lei |

| 8 de noviembre de 2017, 12:00 | Brunéi                             | 2:2 (1:1) | Timor Oriental         | Paju Public Stadium, Paju, Corea del Sur                    |                                                             |
|                               | Bin Herman 34' · Bin Hj Adanan 55' | Reporte   | Araujo 13', 57' (pen.) | Asistencia: 37 espectadores Árbitro(s): Nivon Robesh Gamini | Asistencia: 37 espectadores Árbitro(s): Nivon Robesh Gamini |

| 4 de noviembre de 2017, 15:00 | Corea del Sur                          | 3:0 (3:0) | Malasia | Paju Public Stadium, Paju, Corea del Sur                   |                                                            |
|                               | Wonsang 11' · Jungmin 38' · Wook 45+2' | Reporte   |         | Asistencia: 674 espectadores Árbitro(s): Mooud Bonyadifard | Asistencia: 674 espectadores Árbitro(s): Mooud Bonyadifard |

### Grupo G
Sede: Camboya.
| País      | J | G | E | P | GF | GC | GD  | Pts |
| --------- | - | - | - | - | -- | -- | --- | --- |
| China     | 3 | 3 | 0 | 0 | 8  | 0  | +8  | 9   |
| Camboya   | 3 | 1 | 1 | 1 | 3  | 3  | 0   | 4   |
| Birmania  | 3 | 1 | 0 | 2 | 8  | 4  | +4  | 3   |
| Filipinas | 3 | 0 | 1 | 2 | 0  | 12 | -12 | 1   |

| 24 de octubre de 2017, 15:30 | Birmania                                          | 6:0 (2:0) | Filipinas | Estadio Olímpico de Nom Pen, Nom Pen, Camboya                                |                                                                              |
|                              | Kyaw 9', 69' · Khant 40', 82', 86' · Moe Aung 55' | Reporte   |           | Asistencia: 708 espectadores Árbitro(s): Yaqoub Yousuf Qasem Hasan Alhammadi | Asistencia: 708 espectadores Árbitro(s): Yaqoub Yousuf Qasem Hasan Alhammadi |

| 24 de octubre de 2017, 18:30 | China           | 1:0 (0:0) | Camboya | Estadio Olímpico de Nom Pen, Nom Pen, Camboya             |                                                           |
|                              | Qianglong 90+2' | Reporte   |         | Asistencia: 8.355 espectadores Árbitro(s): Yudai Yamamoto | Asistencia: 8.355 espectadores Árbitro(s): Yudai Yamamoto |

| 26 de octubre de 2017, 15:30 | Filipinas | 0:6 (0:3) | China                                                             | Estadio Olímpico de Nom Pen, Nom Pen, Camboya         |                                                       |
|                              |           | Reporte   | Xia Ao 17' · Ruofan 41' (pen.), 45+2' · Yezimujiang 53', 82', 85' | Asistencia: 324 espectadores Árbitro(s): Hasan Akrami | Asistencia: 324 espectadores Árbitro(s): Hasan Akrami |

| 26 de octubre de 2017, 18:30 | Camboya                         | 3:2 (0:2) | Birmania                     | Estadio Olímpico de Nom Pen, Nom Pen, Camboya           |                                                         |
|                              | Kakada 59', 90' · Kimheng 90+5' | Reporte   | Htet Aung 33' · Moe Aung 35' | Asistencia: 4.955 espectadores Árbitro(s): Hanna Hattab | Asistencia: 4.955 espectadores Árbitro(s): Hanna Hattab |

| 28 de octubre de 2017, 15:30 | China      | 1:0 (1:0) | Birmania | Estadio Olímpico de Nom Pen, Nom Pen, Camboya                                  |                                                                                |
|                              | Ruofan 38' | Reporte   |          | Asistencia: 7.350 espectadores Árbitro(s): Yaqoub Yousuf Qasem Hasan Alhammadi | Asistencia: 7.350 espectadores Árbitro(s): Yaqoub Yousuf Qasem Hasan Alhammadi |

| 28 de octubre de 2017, 18:30 | Filipinas | 0:0     | Camboya | Estadio Olímpico de Nom Pen, Nom Pen, Camboya              |                                                            |
|                              |           | Reporte |         | Asistencia: 18.971 espectadores Árbitro(s): Yudai Yamamoto | Asistencia: 18.971 espectadores Árbitro(s): Yudai Yamamoto |

### Grupo H
Sede: Taiwán.
| País         | J | G | E | P | GF | GC | GD | Pts |
| ------------ | - | - | - | - | -- | -- | -- | --- |
| Vietnam      | 3 | 3 | 0 | 0 | 8  | 1  | +7 | 9   |
| China Taipéi | 3 | 2 | 0 | 1 | 5  | 2  | +3 | 6   |
| Macao        | 3 | 1 | 0 | 2 | 1  | 4  | -3 | 3   |
| Laos         | 3 | 0 | 0 | 3 | 0  | 4  | -7 | 0   |

| 4 de noviembre de 2017, 13:00 | Vietnam               | 2:0 (0:0) | Macao | Hsinchu County Second Stadium, Hsinchu, Taiwán                           |                                                                          |
|                               | Le Minh Binh 58', 66' | Reporte   |       | Asistencia: 1.135 espectadores Árbitro(s): Adel Ali Ahmed Khamis Alnaqbi | Asistencia: 1.135 espectadores Árbitro(s): Adel Ali Ahmed Khamis Alnaqbi |

| 4 de noviembre de 2017, 17:00 | Laos | 0:2 (0:0) | China Taipéi                          | Hsinchu County Second Stadium, Hsinchu, Taiwán           |                                                          |
|                               |      | Reporte   | Fong Shao-Chi 68' · Wang Chung-Yu 72' | Asistencia: 493 espectadores Árbitro(s): Hiroyuki Kimura | Asistencia: 493 espectadores Árbitro(s): Hiroyuki Kimura |

| 6 de noviembre de 2017, 13:00 | Macao       | 1:0 (0:0) | Laos | Hsinchu County Second Stadium, Hsinchu, Taiwán      |                                                     |
|                               | Rogerio 54' | Reporte   |      | Asistencia: 25 espectadores Árbitro(s): Kim Daeyong | Asistencia: 25 espectadores Árbitro(s): Kim Daeyong |

| 6 de noviembre de 2017, 17:00 | China Taipéi     | 1:2 (0:2) | Vietnam                                   | Hsinchu County Second Stadium, Hsinchu, Taiwán               |                                                              |
|                               | Chin Wen-Yen 57' | Reporte   | Truong Tien Anh 22' · Nguyen Hong Son 32' | Asistencia: 1.838 espectadores Árbitro(s): Masoud Tufayelieh | Asistencia: 1.838 espectadores Árbitro(s): Masoud Tufayelieh |

| 8 de noviembre de 2017, 13:00 | Vietnam                                                    | 4:0 (2:0) | Laos | Hsinchu County Second Stadium, Hsinchu, Taiwán           |                                                          |
|                               | Bao Toan 36' · Quang Nho 38' · Nam Cung 61' · Tien Anh 74' | Reporte   |      | Asistencia: 479 espectadores Árbitro(s): Hiroyuki Kimura | Asistencia: 479 espectadores Árbitro(s): Hiroyuki Kimura |

| 8 de noviembre de 2017, 17:00 | China Taipéi                         | 2:0 (1:0) | Macao | Hsinchu County Second Stadium, Hsinchu, Taiwán             |                                                            |
|                               | Shao-Chieh 45' (pen.) · Chung-Yu 77' | Reporte   |       | Asistencia: 206 espectadores Árbitro(s): Masoud Tufayelieh | Asistencia: 206 espectadores Árbitro(s): Masoud Tufayelieh |

### Grupo I
Sede: Mongolia.
| País      | J | G | E | P | GF | GC | GD  | Pts |
| --------- | - | - | - | - | -- | -- | --- | --- |
| Japón     | 3 | 3 | 0 | 0 | 16 | 1  | +15 | 9   |
| Tailandia | 3 | 2 | 0 | 1 | 9  | 5  | +4  | 6   |
| Mongolia  | 3 | 1 | 0 | 2 | 6  | 14 | -8  | 3   |
| Singapur  | 3 | 0 | 0 | 3 | 3  | 14 | -11 | 0   |

| 4 de noviembre de 2017, 12:00 | Tailandia                     | 3:1 (2:0) | Singapur          | Centro de Fútbol de la FFM, Ulán Bator, Mongolia      |                                                       |
|                               | Sittichok Paso 1', 37', 90+2' |           | Syafiq 56' (pen.) | Asistencia: 75 espectadores Árbitro(s): Bijan Heidari | Asistencia: 75 espectadores Árbitro(s): Bijan Heidari |

| 4 de noviembre de 2017, 16:00 | Japón | 7:0 (3:0) | Mongolia | Centro de Fútbol de la FFM, Ulán Bator, Mongolia         |                                                          |
|                               | Taichi Hara 13' · Dagvasuren 37' (a.g.) · Yuta Goke 41' · Mizuki Ando 46' · Erdenechimeg 51' (a.g.) · Hiroto Taniguchi 67' · Tanaka Riku 86' | Reporte   |          | Asistencia: 500 espectadores Árbitro(s): Kasimov Sherzod | Asistencia: 500 espectadores Árbitro(s): Kasimov Sherzod |

| 6 de noviembre de 2017, 12:00 | Singapur | 0:7 (0:5) | Japón | Centro de Fútbol de la FFM, Ulán Bator, Mongolia                      |                                                                       |
|                               |          | Reporte   | Hiroki Itō 3', 23' · Yuta Nakamura 26' · Yuta Goke 32' (pen.) · Tanaka Riku 42' · Kyōsuke Tagawa 78' (pen.) · Takumu Kawamura 82' | Asistencia: 20 espectadores Árbitro(s): Sultan Abdulrazzaq Almarzooqi | Asistencia: 20 espectadores Árbitro(s): Sultan Abdulrazzaq Almarzooqi |

| 6 de noviembre de 2017, 16:00 | Mongolia                       | 2:5 (0:2) | Tailandia                                                           | Centro de Fútbol de la FFM, Ulán Bator, Mongolia                 |                                                                  |
|                               | Damdindorj 49' · Gerelt-Od 86' | Reporte   | S. Paso 19', 72' · Saengthopho 44' · Nontharat 76' · E. Panya 90+2' | Asistencia: 182 espectadores Árbitro(s): Nagor Amir Noor Mohamed | Asistencia: 182 espectadores Árbitro(s): Nagor Amir Noor Mohamed |

| 8 de noviembre de 2017, 12:00 | Japón           | 2:1 (0:0) | Tailandia    | Centro de Fútbol de la FFM, Ulán Bator, Mongolia                |                                                                 |
|                               | Tagawa 62', 66' | Reporte   | Saima-In 65' | Asistencia: 30 espectadores Árbitro(s): Nagor Amir Noor Mohamed | Asistencia: 30 espectadores Árbitro(s): Nagor Amir Noor Mohamed |

| 8 de noviembre de 2017, 16:00 | Singapur                      | 2:4 (2:1) | Mongolia                                | Centro de Fútbol de la FFM, Ulán Bator, Mongolia       |                                                        |
|                               | Syafiq 22' (pen.) · Akbar 25' | Reporte   | Maratkhan 40', 53', 87' · Ganbold 90+2' | Asistencia: 121 espectadores Árbitro(s): Bijan Heidari | Asistencia: 121 espectadores Árbitro(s): Bijan Heidari |

### Grupo J
Sede: Vietnam.
| País                     | J                  | G                  | E                  | P                  | GF                 | GC                 | GD                 | Pts                |
| ------------------------ | ------------------ | ------------------ | ------------------ | ------------------ | ------------------ | ------------------ | ------------------ | ------------------ |
| Australia                | 2                  | 2                  | 0                  | 0                  | 7                  | 1                  | +6                 | 6                  |
| Corea del Norte          | 2                  | 1                  | 0                  | 1                  | 6                  | 5                  | +1                 | 3                  |
| Hong Kong                | 2                  | 0                  | 0                  | 2                  | 1                  | 8                  | -7                 | 0                  |
| Islas Marianas del Norte | Abandonó el torneo | Abandonó el torneo | Abandonó el torneo | Abandonó el torneo | Abandonó el torneo | Abandonó el torneo | Abandonó el torneo | Abandonó el torneo |

| 4 de noviembre de 2017, 18:00 | Hong Kong | 0:3 (0:1) | Australia                                                | National Youth Football Training Centre, Hanói, Vietnam |                                                       |
|                               |           | Reporte   | Ramy Najjarine 11' · Moudi Najjar 80' (pen.), 85' (pen.) | Asistencia: 185 espectadores Árbitro(s): Takuto Okabe   | Asistencia: 185 espectadores Árbitro(s): Takuto Okabe |

| 6 de noviembre de 2017, 18:00 | Corea del Norte                                                                     | 5:1 (4:1) | Hong Kong              | National Youth Football Training Centre, Hanói, Vietnam |                                                        |
|                               | Yun Min 1' (pen.) · Kim Hwi Hwang 20', 35' · Kim Pom Hyok 40' · Paek Chung Song 60' | Reporte   | Chu Wai Kwan 9' (pen.) | Asistencia: 190 espectadores Árbitro(s): Sukhbir Singh  | Asistencia: 190 espectadores Árbitro(s): Sukhbir Singh |

| 8 de noviembre de 2017, 18:00 | Australia                                              | 4:1 (2:0) | Corea del Norte | National Youth Football Training Centre, Hanói, Vietnam        |                                                                |
|                               | Monge 19' · Najjar 26' · Najjarine 48' · Genreau 90+1' | Reporte   | Hwang 67'       | Asistencia: 230 espectadores Árbitro(s): Saoud Ali H J Al-Adba | Asistencia: 230 espectadores Árbitro(s): Saoud Ali H J Al-Adba |

## Ranking de los segundos puestos
Los cinco mejores segundos lugares de los 10 grupos pasarán a la siguiente ronda junto a los 10 ganadores de grupo. (Se contabilizan los resultados obtenidos en contra de los ganadores y los terceros clasificados de cada grupo). Quienes avanzaron en esta ronda fueron:  Irak,  Tailandia,  Corea del Norte,  China Taipéi y  Malasia.
| Grp | Equipo          | PJ | PG | PE | PP | GF | GC | DG | Pts |
| --- | --------------- | -- | -- | -- | -- | -- | -- | -- | --- |
| C   | Irak            | 2  | 1  | 1  | 0  | 3  | 1  | +2 | 4   |
| I   | Tailandia       | 2  | 1  | 0  | 1  | 6  | 4  | +2 | 3   |
| J   | Corea del Norte | 2  | 1  | 0  | 1  | 6  | 5  | +1 | 3   |
| H   | China Taipéi    | 2  | 1  | 0  | 1  | 3  | 2  | +1 | 3   |
| F   | Malasia         | 2  | 1  | 0  | 1  | 4  | 4  | 0  | 3   |
| G   | Camboya         | 2  | 1  | 0  | 1  | 3  | 3  | 0  | 3   |
| B   | Uzbekistán      | 2  | 1  | 0  | 1  | 1  | 1  | 0  | 3   |
| E   | Irán            | 2  | 0  | 2  | 0  | 1  | 1  | 0  | 2   |
| D   | Yemen           | 2  | 0  | 1  | 1  | 1  | 2  | -1 | 1   |
| A   | Omán            | 2  | 0  | 1  | 1  | 2  | 6  | -4 | 1   |

## Clasificados
Estos fueron los 16 clasificados a la fase final del torneo a disputartse en Indonesia.
| - Indonesia - Emiratos Árabes Unidos - Tayikistán - Catar | - Arabia Saudita - Jordania - Corea del Sur - China | - Vietnam - Japón - Australia - Irak | - Tailandia - Corea del Norte - China Taipéi - Malasia |